# Liborius Ndumbukuti Nashenda
Liborius Ndumbukuti Nashenda (Oshikuku, 7 aprile 1959) è un arcivescovo cattolico namibiano, dal 21 settembre 2004 arcivescovo metropolita di Windhoek.

## Biografia
Dopo la formazione religiosa nella congregazione dei Missionari oblati di Maria Immacolata, Nashenda è stato ordinato prete il 25 giugno 1988. 
Il 5 novembre 1998 è stato nominato vescovo ausiliare di Windhoek e vescovo titolare di Pertusa; il 7 febbraio 1999 è stato consacrato vescovo. 
Il 21 settembre 2004 è stato nominato arcivescovo di Windhoek; il 14 novembre dello stesso anno ha preso possesso della sede nella cattedrale di Santa Maria. 
Dal settembre 2007 è diventato presidente della Conferenza episcopale della Namibia. 
Dal 29 settembre 2022 è anche presidente dell'Assemblea interregionale dei vescovi dell'Africa del Sud. Dal novembre 2016 al 29 settembre 2022 è stato vicepresidente della stessa.

## Genealogia episcopale
La genealogia episcopale è:
- Cardinale Scipione Rebiba
- Cardinale Giulio Antonio Santori
- Cardinale Girolamo Bernerio, O.P.
- Arcivescovo Galeazzo Sanvitale
- Cardinale Ludovico Ludovisi
- Cardinale Luigi Caetani
- Cardinale Ulderico Carpegna
- Cardinale Paluzzo Paluzzi Altieri degli Albertoni
- Papa Benedetto XIII
- Papa Benedetto XIV
- Cardinale Enrico Enriquez
- Arcivescovo Manuel Quintano Bonifaz
- Cardinale Buenaventura Córdoba Espinosa de la Cerda
- Cardinale Giuseppe Maria Doria Pamphilj
- Papa Pio VIII
- Papa Pio IX
- Arcivescovo Armand-François-Marie de Charbonnel, O.F.M.Cap.
- Arcivescovo John Joseph Lynch, C.M.
- Cardinale Elzéar-Alexandre Taschereau
- Arcivescovo Édouard-Charles Fabre
- Arcivescovo Louis Philip Adélard Langevin, O.M.I.
- Arcivescovo Augustin Dontenwill, O.M.I.
- Arcivescovo Joseph Gotthardt, O.M.I.
- Vescovo Rudolf Johannes Maria Koppmann, O.M.I.
- Arcivescovo Bonifatius Haushiku, I.C.P.
- Arcivescovo Liborius Ndumbukuti Nashenda

## Onorificenze
- Most Brilliant Order of the Sun (2014)